# 十二怒漢 (電影)
《十二怒漢》（英語：12 Angry Men）為一齣於1957年由米高梅公司製作之美國黑白電影。利尊勞·羅斯原著，薛尼·盧密（Sidney Lumet）執導，主演为亨利·方達。

## 概要
本片內容圍繞著一個12人陪審團的辯證討論過程。主要探討美國法律正義及陪審制，片中所探討的司法問題至今仍然存在，被認為是美國電影史上最重要的電影之一，並譽為影史上「最偉大的法庭片、辯證推理片」。此片也因為它在「文化上、歷史上、美學上」的重要價值，被選為美國國家電影保護局典藏。
本片的特色之一為大部分時間僅用單一場景（陪審團室），只有開始和結束時用上不同場景。
在電影資料庫網站 2011年IMDb Top 10 排名中名列第7位，是「IMDb TOP 10」中拍攝時間最早的一部，也是其中「唯二的黑白電影」之一，在2021年IMDb Top 250 排名中名列第5位。
故事改編自利尊勞·羅斯於1954年替CBS撰寫的電視劇，主要根據羅斯擔任謀殺案陪審員時引發的靈感，但面世時正值美國「麦卡锡主义」之際，美國保守右派為了清除左翼份子，對抗共產國家，藉由各種壓力和非法手段來操縱司法，大開民主倒車。也因為是這樣一個動盪的年代，所以本片的出現在當時造成極大的轟動，並獲得1958年奧斯卡金像獎最佳影片獎、最佳導演獎、最佳改編劇本獎三項提名，只是全部輸給《桂河大橋》。
本片曾三度改編成電影《十二怒漢》（1997）（重拍成彩色電影版本，由導演威廉·佛烈德金執導，影星傑克·李蒙主演）、《12怒漢：大審叛》（2007）和中國大陸電影《十二公民》（2015年）。
臺灣、日本、中國大陸、香港都有話劇團表演本地化版本，可以說是突破東西方文化價值觀差異的一部電影。例如香港劇團「劇場空間」曾多次公演過《十二怒漢》的中文舞台劇版，由張可堅担任翻譯兼導演，首演陣容包括陳繼華（陪審團團長）、喬寶忠（2號）、周偉強（3號）、余世騰（4號）、鄺錦川（5號）、吳華新（6號）、歐錦棠（7號）、龔國強（8號）、何文蔚（9號）、馮祿德（10號）、杜施聰（11號）、廖賢志（12號）等。

## 演員
| 演員            | 角色                                                                                                   | 支持「無罪」的順序 |
| --------------- | --- | ------------------ |
| 馬丁·鮑爾薩姆   | 1號陪審員／陪審團團長，中學美式足球教練。對眾人的意見相當寬容。其他陪審員稱呼他為佛曼先生(Mr. Foreman) | 9                  |
| 約翰·費德勒     | 2號陪審員，銀行員，膽怯和善。一開始隨波逐流，但在討論後逐漸有了自己的觀點                              | 5                  |
| 李·科布         | 3號陪審員，通訊服務公司老闆，姿態傲慢且咄咄逼人。與兒子的不和使他對該弒父案懷有深刻成見                | 12                 |
| E·G·馬歇爾      | 4號陪審員，股票經紀人，個性理性冷靜，只依據有說服力的證據來下判斷                                      | 11                 |
| 傑克·克盧格曼   | 5號陪審員，貧民窟出身的工廠職員，依據自身的成長經驗來理解案情                                          | 3                  |
| 愛德華·賓斯     | 6號陪審員，裝潢工人，個性強硬但有原則，十分尊重長者                                                    | 6                  |
| 傑克·沃登       | 7號陪審員，果醬銷售商、洋基隊球迷，急着想快點散會去看球賽，對討論過程漫不經心且煩躁                    | 7                  |
| 亨利·方達       | 8號陪審員，建築師，首位懷疑男孩是否有罪並力排眾議的陪審員。片尾揭示其名為「戴維斯」（Davis）                | 1                  |
| 約瑟夫·斯文尼   | 9號陪審員，一位觀察力敏銳且富同理心的老年人。片尾揭示其名為「麦卡德」（McCardle）                              | 2                  |
| 埃德·貝格利     | 10號陪審員，修車廠業主，盛氣凌人且頑固偏執，喜歡大聲嚷嚷                                               | 10                 |
| 喬治·沃斯科韦茨 | 11號陪審員，歸化為美國籍的歐洲裔鐘錶匠，聰明而擅長分析。英語有外國口音                                 | 4                  |
| 羅伯特·韋伯     | 12號陪審員，廣告企劃師，說話俏皮但優柔寡斷，三度改變投票決定                                           | 8                  |

## 獎項
- 1957年獲柏林影展金熊獎。
- 本片獲1958年奧斯卡金像獎最佳影片獎、最佳導演獎、最佳改編劇本獎三項提名，但均敗給《桂河大橋》。

## 外部連結
- 《十二怒漢》1997年重拍版本（页面存档备份，存于）
- 互联网电影数据库（IMDb）上《十二怒汉》的资料（英文）
- 豆瓣电影上《十二怒汉》的資料 （简体中文）